# بوينافينتورا
بوينافينتورا هي بلدية في كولومبيا، تتبع إدارة فالي ديل كاوكا، بلغ عدد سكانها 415٬640 نسمة، في 2017، تبلغ مساحتها 6٬078 كيلومتر مربع.

## المناخ
يظهر الجدول التالي التغييرات المناخية على مدار السنة لبوينافينتورا:
| البيانات المناخية لـبوينافينتورا                                    | البيانات المناخية لـبوينافينتورا | البيانات المناخية لـبوينافينتورا | البيانات المناخية لـبوينافينتورا | البيانات المناخية لـبوينافينتورا | البيانات المناخية لـبوينافينتورا | البيانات المناخية لـبوينافينتورا | البيانات المناخية لـبوينافينتورا | البيانات المناخية لـبوينافينتورا | البيانات المناخية لـبوينافينتورا | البيانات المناخية لـبوينافينتورا | البيانات المناخية لـبوينافينتورا | البيانات المناخية لـبوينافينتورا | البيانات المناخية لـبوينافينتورا |
| الشهر                                                               | يناير                            | فبراير                           | مارس                             | أبريل                            | مايو                             | يونيو                            | يوليو                            | أغسطس                            | سبتمبر                           | أكتوبر                           | نوفمبر                           | ديسمبر                           | المعدل السنوي                    |
| ------------------------------------------------------------------- | -------------------------------- | -------------------------------- | -------------------------------- | -------------------------------- | -------------------------------- | -------------------------------- | -------------------------------- | -------------------------------- | -------------------------------- | -------------------------------- | -------------------------------- | -------------------------------- | -------------------------------- |
| الدرجة القصوى °م (°ف)                                               | 33 (91)                          | 37.0 (98.6)                      | 37.0 (98.6)                      | 37.0 (98.6)                      | 36.0 (96.8)                      | 37.0 (98.6)                      | 39.0 (102.2)                     | 35.4 (95.7)                      | 35.6 (96.1)                      | 35.8 (96.4)                      | 34.0 (93.2)                      | 35.6 (96.1)                      | 39.0 (102.2)                     |
| متوسط درجة الحرارة الكبرى °م (°ف)                                   | 32.8 (91.0)                      | 33.3 (91.9)                      | 33.9 (93.0)                      | 34.1 (93.4)                      | 33.4 (92.1)                      | 33.2 (91.8)                      | 33.2 (91.8)                      | 32.8 (91.0)                      | 33.2 (91.8)                      | 32.8 (91.0)                      | 32.3 (90.1)                      | 32.7 (90.9)                      | 33.1 (91.6)                      |
| المتوسط اليومي °م (°ف)                                              | 25.9 (78.6)                      | 25.9 (78.6)                      | 26.1 (79.0)                      | 26.2 (79.2)                      | 26.0 (78.8)                      | 25.8 (78.4)                      | 26.0 (78.8)                      | 25.7 (78.3)                      | 25.6 (78.1)                      | 25.6 (78.1)                      | 25.7 (78.3)                      | 25.6 (78.1)                      | 25.8 (78.5)                      |
| متوسط درجة الحرارة الصغرى °م (°ف)                                   | 19.7 (67.5)                      | 20.0 (68.0)                      | 19.9 (67.8)                      | 20.1 (68.2)                      | 19.9 (67.8)                      | 19.7 (67.5)                      | 20.0 (68.0)                      | 20.0 (68.0)                      | 19.7 (67.5)                      | 20.0 (68.0)                      | 19.6 (67.3)                      | 19.0 (66.2)                      | 19.8 (67.6)                      |
| أدنى درجة حرارة °م (°ف)                                             | 14.4 (57.9)                      | 15.4 (59.7)                      | 14.6 (58.3)                      | 14.6 (58.3)                      | 16.2 (61.2)                      | 15.1 (59.2)                      | 13.6 (56.5)                      | 13.4 (56.1)                      | 14.2 (57.6)                      | 15.0 (59.0)                      | 15.1 (59.2)                      | 15.0 (59.0)                      | 13.4 (56.1)                      |
| الهطول مم (إنش)                                                     | 330.8 (13.02)                    | 264.2 (10.40)                    | 347.2 (13.67)                    | 468.3 (18.44)                    | 606.9 (23.89)                    | 501.2 (19.73)                    | 530.8 (20.90)                    | 578.2 (22.76)                    | 724.2 (28.51)                    | 803.3 (31.63)                    | 639.1 (25.16)                    | 481.4 (18.95)                    | 6٬275٫6 (247.06)                 |
| متوسط أيام هطول الأمطار                                             | 19                               | 16                               | 19                               | 19                               | 24                               | 23                               | 24                               | 25                               | 25                               | 25                               | 24                               | 21                               | 264                              |
| متوسط الرطوبة النسبية (%)                                           | 87                               | 86                               | 86                               | 86                               | 86                               | 87                               | 86                               | 88                               | 88                               | 87                               | 86                               | 86                               | 87                               |
| المصدر: Instituto de Hidrologia Meteorologia y Estudios Ambientales |                                  |                                  |                                  |                                  |                                  |                                  |                                  |                                  |                                  |                                  |                                  |                                  |                                  |

## أعلام
- أدولفو فالنسيا
- برايان رياسكوس
- إديسون ميراندا
- عثمان لوبيز
- ويليام أربوليدا